# Senneville-sur-Fécamp

Senneville-sur-Fécamp este o comună în departamentul Seine-Maritime, Franța. În 1 ianuarie 2022 avea o populație de 875 de locuitori.